# Villematier
Villematier är en kommun i departementet Haute-Garonne i regionen Occitanien i södra Frankrike. Kommunen ligger i kantonen Villemur-sur-Tarn som tillhör arrondissementet Toulouse. År 2022 hade Villematier 1 116 invånare.

## Befolkningsutveckling
Antalet invånare i kommunen Villematier
Referens:INSEE

## Monument

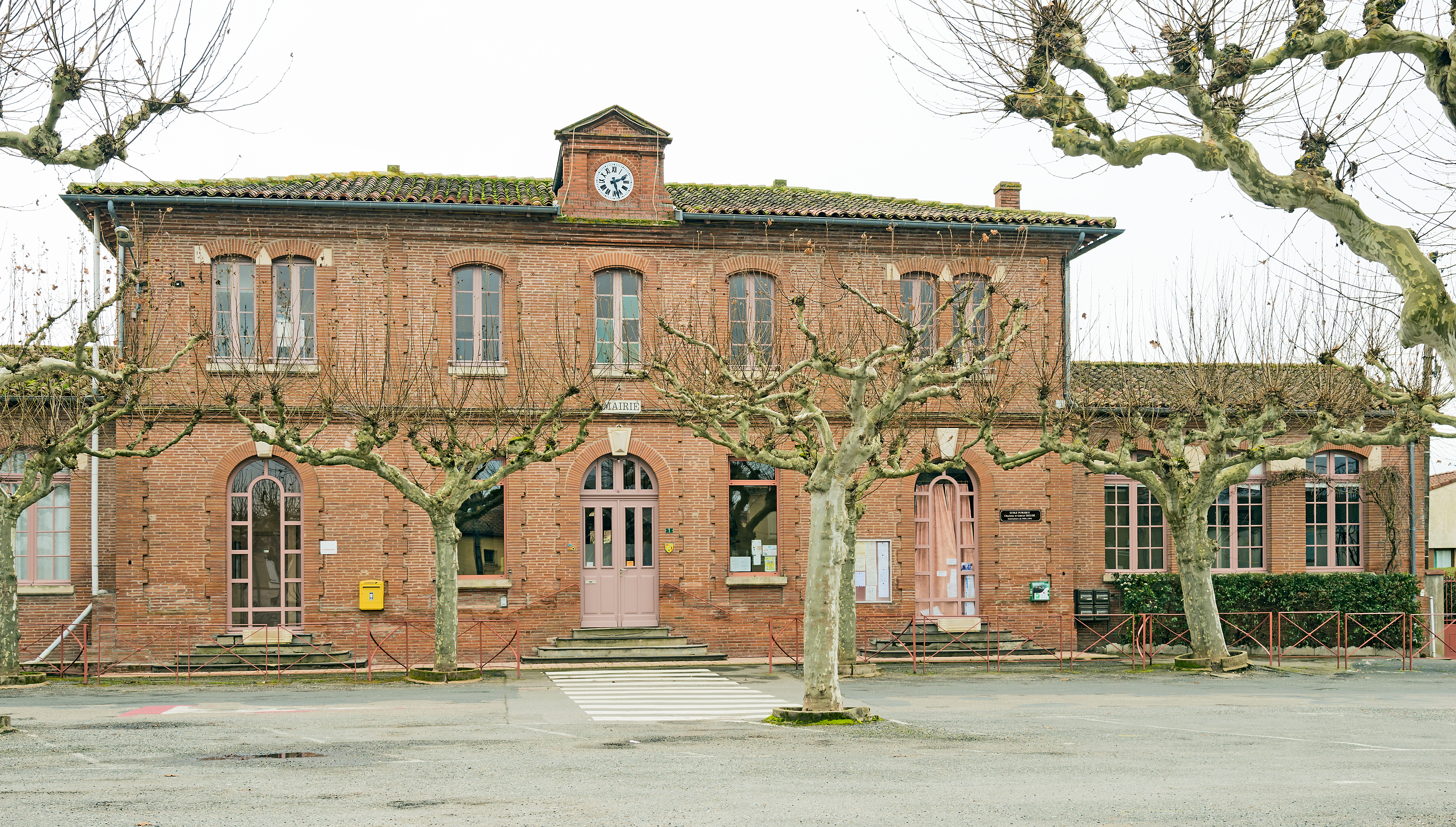
Rådhuset.
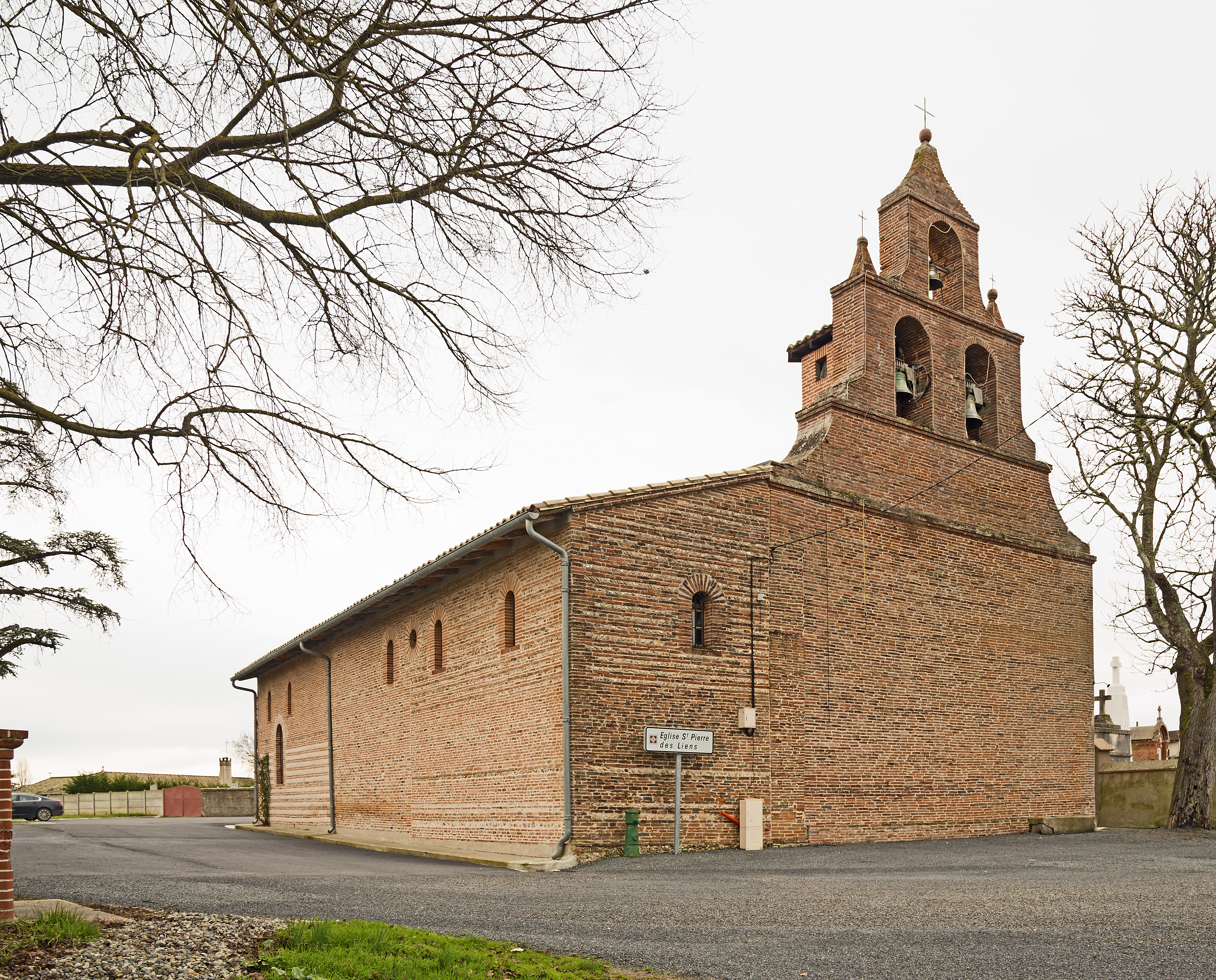
Kyrkan.